# Contea di Fengxin
La contea di Fengxin (奉新县S, Fèngxīn XiànP) è una contea della Cina, situata nella provincia di Jiangxi e amministrata dalla prefettura di Yichun.